# Ночная слежка 3
«Ночная слежка 3» (англ. Night Eyes 3) — кинофильм.

## Сюжет
Звезду телевизионного шоу «Сладкие ангелы» Зоэ Клермонт преследует бывший бой-френд. Поэтому она нанимает охранника Уилла Гриффита. Он оборудует дом актрисы аппаратурой для видеонаблюдения. Постепенно между наблюдателем и его клиенткой нарастает сексуальное притяжение.
В этом фильме главную роль сыграла актриса Шеннон Твид, которая играла главную женскую роль и в во второй части «Ночной слежки», однако здесь она играет другого персонажа.